# Pelugo
Pelugo – miejscowość i gmina we Włoszech, położona w dolinie Val Rendena, w regionie Trydent-Górna Adyga, w prowincji Trydent.
Według danych na rok 2004 gminę zamieszkiwało 351 osób, 16 os./km².